# Brian Hutchison
Brian Hutchison é um ator americano que mora na cidade de Nova Iorque. Ele apareceu em programas de rede como Blue Bloods, Madam Secretary, Chicago Med, Jessica Jones, Elementary, Law & Order: Special Victims Unit, Godfather of Harlem, The Sinner, FBI: Most Wanted e Lisey's Story.
Ele apareceu dentro e fora de Broadway em vários shows, incluindo Exit the King com Geoffrey Rush, Looped ao lado de Valerie Harper e Man and Boy com Frank Langella. Hutchison também se apresentou nos principais teatros regionais do Nordeste e da Costa Oeste.
Em 2018, Hutchison fez o papel de Alan no revival vencedor do Tony Award de The Boys in the Band na Broadway. Dirigido por Joe Mantello, o elenco incluiu Jim Parsons, Zachary Quinto, Matt Bomer, Andrew Rannells, Tuc Watkins, Charlie Carver, Robin de Jesús, e Michael Benjamin Washington. O elenco completo reprisou seus papéis em uma versão cinematográfica da peça que foi filmada em 2019 e lançada na Netflix em setembro de 2020.
Além de atuar, Hutchison também é um narrador premiado pela SOVA que gravou mais de 150 audiolivros para Audible. Ele também é fotógrafo profissional, especializado em tirar fotos publicitárias de outros atores. Seu portfólio também inclui uma ampla variedade de retratos sinceros, paisagens e detalhes arquitetônicos.

## Educação
Hutchison se formou na Sewickley Academy em 1989 e recebeu um bacharelado em inglês pelo Lafayette College em 1993 e obteve seu mestrado em Belas Artes na Universidade de San Diego. Enquanto estava na pós-graduação, ele conheceu o diretor Jack O'Brien, que o escalou para o papel-título de The Hostage, de Brendan Behan, no Old Globe Theatre de San Diego. Depois de se formar, retornou ao Old Globe e apareceu em All My Sons e Blue/Orange.

## Vida pessoal
Hutchison se casou com o corretor de imóveis Ron Maggio em 2018 e eles dividiram seu tempo entre a cidade de Nova Iorque e East Hampton. Seu irmão, Chris Hutchison, também é ator e membro da companhia do Alley Theatre de Houston, no Texas.

## Teatro

### Broadway
| Ano  | Título                | Personagem         | Teatro                    | Notas               |
| ---- | --------------------- | ------------------ | ------------------------- | ------------------- |
| 2000 | Proof                 | Hal                | Walter Kerr Theatre       | Espera/Substituição |
| 2001 | The Invention of Love | Moses John Jackson | Lyceum Theatre            | Subestudo           |
| 2009 | Exit the King         | O Guarda           | Ethel Barrymore Theatre   |                     |
| 2010 | Looped                | Danny              | Lyceum Theatre            |                     |
| 2011 | Man and Boy           | David Beeston      | American Airlines Theatre |                     |
| 2018 | The Boys in the Band  | Alan               | Booth Theatre             |                     |

### Off Broadway
| Ano  | Título                            | Personagem        | Teatro                 |
| ---- | --------------------------------- | ----------------- | ---------------------- |
| 2003 | Can’t Let Go                      | Bill              | Keen Company           |
| 2006 | Theophilus North                  | Hilary            | Keen Company           |
| 2006 | Indoor/Outdoor                    | Shuman            | SPF, DR2 Theater       |
| 2007 | Oh, The Humanity                  | Múltiplas funções | The Flea Theater       |
| 2008 | From Up Here                      | Padrasto          | Manhattan Theater Club |
| 2010 | Spirit Control                    | Karl              | Manhattan Theater Club |
| 2011 | Go Back To Where You Are          | Bernard           | Playwrights Horizons   |
| 2012 | Regrets                           | Ben Clancy        | Manhattan Theater Club |
| 2014 | Pocatello                         | Nick              | Playwrights Horizons   |
| 2016 | Smokefall                         | Daniel/Fetus One  | MCC Theater            |
| 2017 | How To Transcend a Happy Marriage | Michael           | Lincoln Center Theater |
| 2022 | Downstate                         | Andy              | Playwrights Horizons   |

### Regional
| Ano  | Título             | Personagem   | Teatro                        |
| ---- | ------------------ | ------------ | ----------------------------- |
| 2002 | All My Sons        | Chris Keller | Old Globe Theatre             |
| 2003 | Blue/Orange        | Bruce        | Old Globe Theatre             |
| 2007 | The Unmentionables | Dave         | Yale Repertory Theatre        |
| 2007 | The Front Page     |              | Williamstown Theatre Festival |
| 2008 | Of Mice and Men    | George       | Westport County Playhouse     |
| 2009 | Dinner             | Mike         | Bay Street Theatre            |
| 2012 | Men's Lives        | Lee          | Bay Street Theatre            |
| 2014 | Conviction         | Bruce        | Bay Street Theatre            |
| 2017 | Big Night          | Michael      | Center Theatre Group          |

## Filmografia

### Cinema
| Ano  | Título               | Personagem                      | Notas          |
| ---- | -------------------- | ------------------------------- | -------------- |
| 1995 | Morte Súbita         | Jovem Agente do Serviço Secreto |                |
| 2005 | Dealbreaker          | Jared                           | Curta-metragem |
| 2008 | Ghost Town           | Espectador de acidente          |                |
| 2010 | Love & Other Drugs   | Sem-teto                        |                |
| 2013 | Vino Veritas         | Phil                            |                |
| 2014 | Winter's Tale        | Oficial da Ellis Island         |                |
| 2015 | Bridge of Spies      | Agente do FBI                   |                |
| 2015 | Love Life            | A_Rand_Fan                      | Curta-metragem |
| 2020 | The Boys in the Band | Alan                            |                |

### Televisão
| Ano        | Título                            | Personagem              | Notas                          |
| ---------- | --------------------------------- | ----------------------- | ------------------------------ |
| 2004       | Law & Order: Criminal Intent      | Detetive Bruno          | Episódio: "Silver Lining"      |
| 2005       | Law & Order: Special Victims Unit | Oficial Wes Meyers      | Episódio: "Goliath"            |
| 2006       | Hope & Faith                      | Sean                    | Episódio: "Old Faithful"       |
| 2010       | The Good Wife                     | Congressista Timmerman  | Episódio: "Taking Control"     |
| 2013       | Person of Interest                | SAIC Brian Moss         | 3 episódios                    |
| 2013       | Do No Harm                        | Frank Taylor            | 2 episódios                    |
| 2013       | Killing Kennedy                   | Winston Lawson          | Telefilme                      |
| 2015       | Show Me a Hero                    | Capitão da Polícia      | Minissérie; 2 episódios        |
| 2016       | Vinyl                             | Agente Seeley           | Episódio: "Alibi"              |
| 2017       | Law & Order: Special Victims Unit | Frank Wilson            | Episódio: "Great Expectations" |
| 2017       | Elementary                        | Kurt Godwyn             | Episódio: "Rekt in Real Life"  |
| 2018       | Jessica Jones                     | Dale Holiday            | 2 episódios                    |
| 2018       | Instinct                          | Dr. James Walters       | Episódio: "Flat Line"          |
| 2018- 2019 | Madam Secretary                   | Padre Justin DiNardo    | 2 episódios                    |
| 2019       | Chicago Med                       | Joseph Cooper           | Episódio: "Never Let You Go"   |
| 2019       | Blue Bloods                       | Connor O'Brien          | Episódio: "Glass Houses"       |
| 2019       | Godfather of Harlem               | George Lincoln Rockwell | Episódio: "How I Got Over"     |
| 2020       | The Sinner                        | Mitch Russo             | 2 episódios                    |
| 2020       | FBI: Most Wanted                  | Austin Stevens          | Episódio: "Reveille"           |
| 2021       | Lisey's Story                     | Chefe Craig Richards    | Minissérie; 2 episódios        |
| 2022       | The Equalizer                     | Leo Day                 | Episódio: "One Percenters"     |
| 2023       | The Gilded Age                    |                         | 2ª temporada                   |

## Audiolivros
Ele deu voz a mais de 150 audiolivros para quatro grandes empresas: Audible, Recorded Books, Blackstone Audio, e Simon & Schuster.